# グレート・ウェスタン鉄道スウィンドン工場
座標: 北緯51度33分43秒 西経1度47分42秒 / 北緯51.562度 西経1.795度

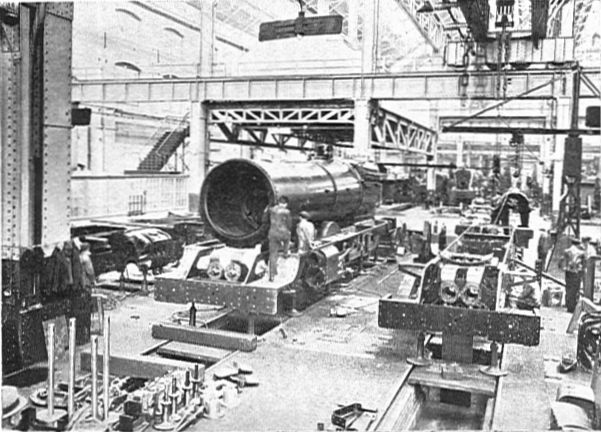
スウィンドン工場で製造中の6000形（キング級）、1928年

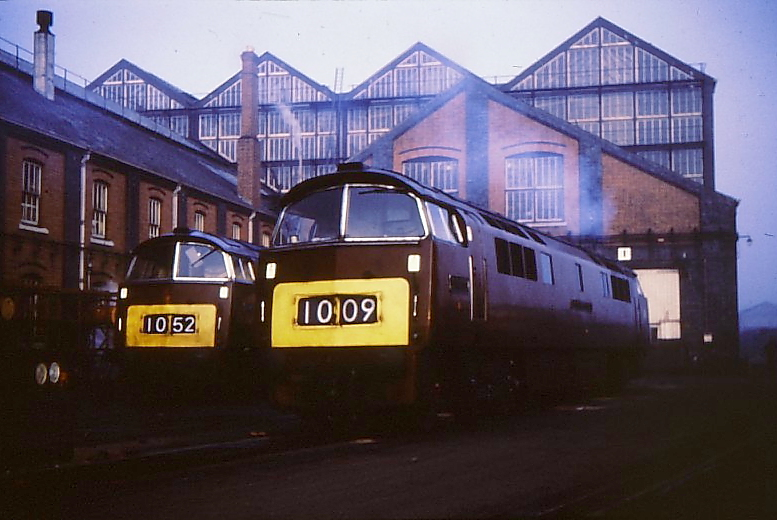
工場の建屋の外に並ぶ52形ディーゼル機関車のD1052号とD1009号

グレート・ウェスタン鉄道スウィンドン工場（グレート・ウェスタンてつどうスウィンドンこうじょう、英語: Swindon railway works）は、イギリス、ウィルトシャーのスウィンドンに、1841年にグレート・ウェスタン鉄道が建設した鉄道工場である。

## 歴史
1835年にイギリスの議会は、ロンドンとブリストルを結ぶ鉄道の建設を承認した。その主任技術者はイザムバード・キングダム・ブルネルであった。
1836年から、ブルネルは建設中の鉄道向けに多くのメーカーから機関車を購入した。ブルネルはおおまかな仕様だけを提示したため、ピストンの動作速度や軸重などいくつかの決まった制限に従う必要はあったもののメーカーには設計の自由度が与えられ、結果として完成した機関車の品質は多種多様なものとなった。1837年にブルネルはダニエル・グーチを招き、購入した多様な機関車群を保守するという難題を解決する仕事を任せた。
グレート・ウェスタン鉄道には中央修理工場の必要性が明確になっていたため、1840年にグーチは、チェルトナムへの支線の分岐場所で、グレート・ウェスタン鉄道の路線の機関車関連の作業の利便性を鑑みてスウィンドンを工場の場所として選定した。ブルネルの支援を得て、グーチはグレート・ウェスタン鉄道の取締役への提案を行い、1841年2月25日にスウィンドンに工場を設立する許可を得た。建設は直ちに開始され、1843年1月2日に操業可能になった。

### 位置
鉄道がどうしてスウィンドンを通ることになったのかに関しては諸説ある。よく広まっている噂としては、ブルネルとグーチがスウィンドン・ヒルの北側の谷を探査しているときに、ブルネルが石を投げたかあるいはサンドイッチを落として、その場所を工場の中心点と定めたというものである。
しかし、グレート・ウェスタン鉄道の両ターミナルの中間地点に位置し、また町に近いという点がより明確な要素であった。この工場はスウィンドンを小さな市場の町から鉄道の町へと変え、人口を大幅に増加させ、それまでまったく欠けていた医療・教育施設を提供した。
グレート・ウェスタン鉄道は当初、マールバラの近くのサヴァーネークの森を突っ切って通る計画であったが、この土地を所有していたエイルズベリー侯爵がこれを拒否した。侯爵はそれ以前にも、彼の土地を通るケネット・アンド・エイヴォン運河の一部を拒否したことがあった。
鉄道はこの付近では運河の近くを走る必要があり、また当時は列車に必要な石炭を運ぶのは運河の方が安かったため、当初のルートの20マイル（約32キロメートル）北にあるスウィンドンが次に論理的な選択肢であった。
路線は1840年に建設されたが、まだ工場の位置は未定であった。1839年にディドコット（ウォンテージ卿がアビンドンの近くを鉄道が通ることを望まなかったために選定された）に線路が敷設され、こちらの方がしばらくの間は工場の場所として有力であった。
グーチは、近くのウィルツ・アンド・バークス運河により、スウィンドンからサマーセット炭田への直接的な連絡ができることを指摘した。彼はまた、ロンドンからスウィンドンまでは比較的緩やかな勾配であるのに対して、スウィンドンからブリストルまではかなりきつい勾配となるので、スウィンドンまたはその近くで機関車交換の必要があることにも気づいていた。機関車用の水を運河から引くことも検討され、これに伴う合意は1843年に締結された。
グーチは当時、「私はこれらの工場を建設する最良の場所について報告するために呼ばれ、様々な検討のうえで、チェルトナム支線が分岐し、グレート・ウェスタン本線における機関車作業を行う上で便利な場所であるとして、スウィンドンを推薦した。ブルネル氏と私は、当時はまだ野原であった土地を見に出かけ、彼はそこが最良の場所であると賛同した」と記録している。
鉄道がスウィンドンに来るという計画が定められると、まずスウィンドン・ヒルのふもとの近く、丘の上に建設する余計な土木作業が発生しないように、町にできるだけ近いところに設定しようと意図したが、スウィンドンの荘園領主であったゴッダード家がエイルズベリー侯爵（そして当時の多くの土地所有者）の例に倣って、彼らの所有する土地の近くに来るのを拒否し、数マイル北に設置されることになった。

### 創始期
最初の建物として、機関車修理工場の建物が契約労働によって1841年に完成し、その中に必要な機械類が1842年までに設置された。当初は作業員200人のみを雇い、1843年に修理が開始され、1846年には初めての新製機関車「プレミア」を2週間かかって製造し、これは後に「グレート・ウェスタン」と改称された。これに続いてアイアン・デューク級の6両を製造し、その中には当時最速の広軌機関車であるとされた「ザ・ロード・オブ・ザ・アイルズ」も含まれていた。1851年までには工場では2,000人を超える人を雇い、おおむね1週間に1両のペースで機関車を製造し、また1855年には最初の標準軌の機関車を製造した。レールを生産するための圧延装置が1861年に導入され、南ウェールズから労働者を呼び寄せた。他にウルヴァーハンプトン（1908年までに800両の標準軌機関車を製造）、ウスター、チェスター近郊のソルトニーなどでも車両を製造していたが、ほとんどの作業はスウィンドンに集約されていた。
初期のほとんどの鉄道同様に、グレート・ウェスタン鉄道は緩い勾配と最小限の曲線で建設されており、高速で軽量な1軸動輪の車軸配置2-2-2や4-2-2の機関車で運転できた。しかし1849年からグーチは車軸配置4-4-0のサドルタンク機関車をデヴォンの山がちな路線向けに製造した。
機関車製造に加えて、1850年には標準化された貨車が製造され、1867年には工場の拡張を行い13マイル（21キロメートル）に及ぶ側線を延長して、スウィンドンは客車と貨車の製造の拠点ともなった。1864年にジョセフ・アームストロングが就任すると、旅客車両の改善を担うことになった。1878年には駅の北側に独立した客車・貨車工場が建てられた。最初のロイヤル・サルーンが1874年に製造され、1899年に標準軌用に改造された。
1875年にはボイラー・炭水車製造工場が開設され、機関車の一部を製作しあるいはグレート・ウェスタン鉄道が保有する船や艀のための舶用機関も製造した。
1892年に、グレート・ウェスタン鉄道は車両を標準軌に転換することになった。改軌作業のため全ての機関車と客貨車がスウィンドンに持ち込まれた。改軌ができなかったものは、解体された。

### 拡張
20世紀に入るころには、工場はスウィンドンの労働者のおよそ4分の3を雇っているとされていた。ジョージ・チャーチウォードの在任中、まずは1897年から副技師長として、1902年から機関車総監督として、より大型の機関車の製作を行い、まずは3700形（シティ級）、続いて3800形（カウンティ級）を製作した。後に1906年に当初は車軸配置4-4-2であったノース・スター号を最初の4気筒車軸配置4-6-0に改造した。1908年には最初のパシフィック（車軸配置4-6-2）が製造されたが、これはイギリスでは長年にわたって唯一のパシフィックであった。この機関車は後に車軸配置4-6-0に改造された。
グレート・ウェスタン鉄道で最初の貫通路式客車は1891年に製造され、電灯は1900年に導入された。
1914年からの第一次世界大戦に際しては工場は戦争目的に振り向けられ、その年末までに12門の榴弾砲を製造した。

### 全盛期
1921年から1941年までの主任技師長であったチャールズ・コレットは、工場のボイラー製造とそのための大型鋼材扱い設備を大幅に改良した。1927年にグレート・ウェスタン鉄道でもっとも強力で最大の機関車、6000形（キング級）を製造し、グレート・ウェスタン鉄道機関車群のフラグシップとなった。キング級は4073形（キャッスル型）と4900形（ホール級）を基に開発され、グレート・ウェスタン鉄道の評判と印象の基礎となった。
この頃がスウィンドン工場の全盛期で、およそ14,000人の作業員が雇われ、主機関車組立工場であるA工場は11.25エーカー（約45,500平方メートル）あって、世界でも最大級の屋根に覆われた場所であった。

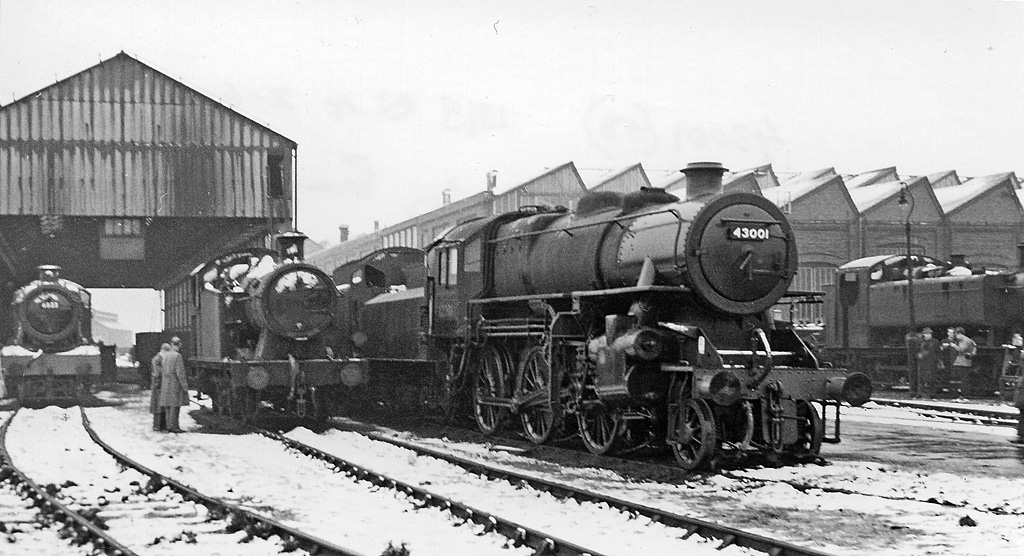
雪のスウィンドン工場の外に並ぶ機関車、1964年11月

第二次世界大戦中、スウィンドン工場は再び兵器の生産に関わり、いろいろな種類の銃座を生産した。機関車の車輪を転削する旋盤は、戦車のターレットリングの製造にも完全に適していた。また工場では上陸舟艇や小型潜水艦用の部品も製造した。
1947年時点で年間60両の機関車を工場で新造していたが、1954年には42両に減少した。1949年から1960年までの間には、イギリス国鉄標準型の機関車が200両ほど生産された。イギリス国鉄最後の蒸気機関車である、9F形の92220号機「イブニング・スター」は1960年に製造され、最初の本線用ディーゼル機関車は1957年に製造された。38両の42形と30両の52形がスウィンドン工場で1958年から1964年にかけて製造された。

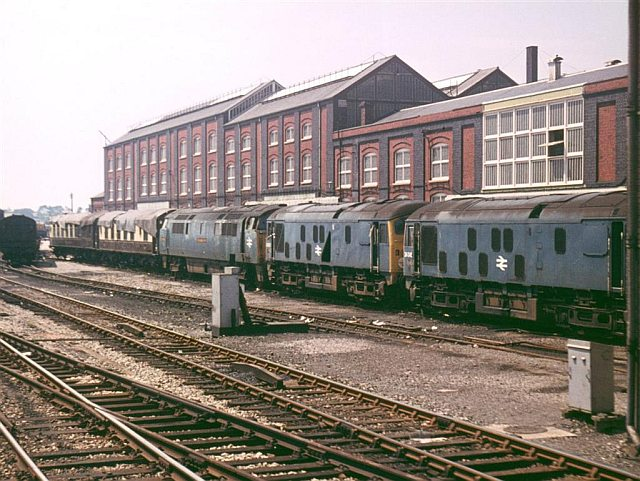
工場の外で解体を待つ機関車

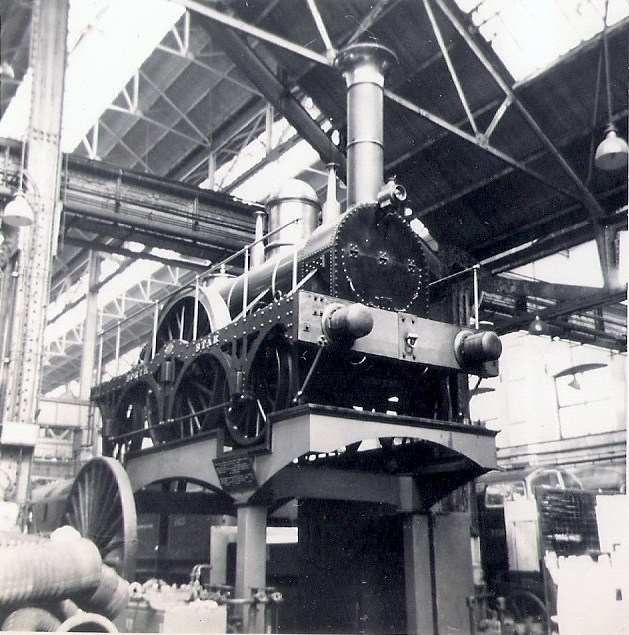
製造中の液体式ディーゼル機関車の中に置かれたノース・スター号のレプリカ、1961年7月

### 衰退と廃止
スウィンドンでの機関車の新造は、1965年の14形を最後に終了した。機関車や客貨車の修理は継続されたが、当初の客貨車工場は売却された。工場は1986年に廃止されたが、建物の1つは現在グレート・ウェスタン鉄道を記念する博物館となっている。技術者の事務所が現在イングリッシュ・ヘリテッジの本部となっている。専用に造られた倉庫が現在はイングリッシュ・ヘリテッジ・アーカイブとなっている。

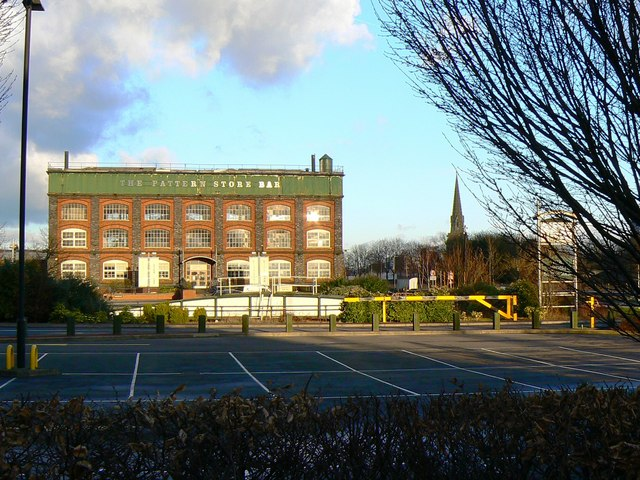
かつての金型倉庫、現在はレストランとなっている

残っている建物のほとんどはスウィンドン・デザイナー・アウトレットとなっている。

## 総監督および主任技師長
- ダニエル・グーチ - 機関車・客貨車総監督 1837年 - 1864年
- ジョセフ・アームストロング - 機関車・客貨車総監督 1864年 - 1877年
- ウィリアム・ディーン - 機関車・客貨車総監督 1877年 - 1902年
- ジョージ・チャーチウォード - 機関車・客貨車総監督 1902年 - 1916年、主任技師長 1916年 - 1921年
- チャールズ・コレット - 主任技師長 1921年 - 1941年
- フレデリック・ホークスワース - 主任技師長 1941年 - 1949年

## 組織
スウィンドン工場では数多くの作業が行われており、機関車や客貨車を造るのに必要な部品のほとんども工場内で造られていた。作業はいくつもの工場に割り当てられていた。
| 作業場名 | 説明                                   |
| -------- | -------------------------------------- |
| A        | 組立・ボイラー製造・塗装・機械・車輪   |
| B        | 組立・ボイラー製造・塗装・炭水車       |
| BSE      | 機関車受入・準備                       |
| C        | 集積場（解体金属の回収）               |
| D        | 木工・石工                             |
| E        | 電気工事                               |
| F        | 鍛冶・ばね・鎖製造                     |
| G        | 機械組立                               |
| H        | 金型製作                               |
| J        | 鋳造作業                               |
| J2       | 椅子製作                               |
| K        | 銅工・板金作業                         |
| L2       | タンク工場                             |
| M        | 変電所                                 |
| N        | ボルト工場                             |
| O        | 工具室                                 |
| P1       | 蒸気処理・ボイラー据付                 |
| PL       | 保線、機関車工場、側線、水道管等の補修 |
| Q        | 山形鋼加工                             |
| R        | 整備・旋盤・機械工作                   |
| SP       | ばね製造                               |
| T        | 真鍮仕上げ                             |
| TH       | 試験室                                 |
| U        | 真鍮工場                               |
| V        | ボイラー製造                           |
| W        | 旋盤・機械工作                         |
| X        | 分岐器・線路保守                       |
| Z        | 運輸                                   |

| 作業場名 | 説明                                                       |
| -------- | ---------------------------------------------------------- |
| 1        | 製材所（西端）                                             |
| 2        | 製材所                                                     |
| 3        | 建具・機械類                                               |
| 4        | 客車車体製造                                               |
| 5        | 電灯                                                       |
| 7        | 客車仕上げ・磨き                                           |
| 8        | 客車塗装                                                   |
| 9        | 客車整備                                                   |
| 9a       | 裏地縫い（女性職場）                                       |
| 10       | 洗濯（女性職場）                                           |
| 11       | 全般作業                                                   |
| 12       | 大工                                                       |
| 13       | 貨車台枠製造                                               |
| 13a      | 客車台枠修理                                               |
| 14       | 鍛冶                                                       |
| 15       | 建具・機械・配管・ガスおよび蒸気フィルター・銅工・板金作業 |
| 16       | 車輪                                                       |
| 17       | 自動車製造および修理                                       |
| 18       | 金属プレス                                                 |
| 19a      | 客車整備および修理                                         |
| 19b      | 客車仕上げおよび修理                                       |
| 19c      | 客車吊り上げ                                               |
| 19d      | 真空ブレーキおよび客車台車修理                             |
| 20       | 馬匹運搬車および客車台車修理                               |
| 21       | 貨車製造および修理                                         |
| 22       | 潤滑油作業                                                 |
| 23       | ヤード保守およびヤード作業                                 |
| 24       | 客車修理                                                   |

## スウィンドン工場に関する作品
アルフレッド・ウィリアムズが書いた「鉄道工場での生活」(Life in a Railway Factory）は、「スウィンドンについてこれまでスウィンドンで書かれた中でもっとも重要な作品」だとされている。当時スウィンドンの町は人口約50,000人で、その存続と繁栄をほぼ完全に鉄道工場に依存していた。この本では、この当時約12,000人（ほぼ全員が男性）を雇用していた巨大産業拠点における非常にきつい労働条件について率直に語っており、機関車がいかに製作されるか、そして機関車を製作する人々に付いても書かれている。